# 2009年美國聯盟中區封王決勝加賽
2009年美國聯盟中區封王決勝加賽是美國職棒大聯盟2009年賽季的一場決勝加賽，以決定底特律老虎隊還是明尼蘇達雙城隊在當年的美國聯盟中區封王。這場決勝加賽舉行於明尼蘇達州明尼亞波利斯的休伯特·H·漢弗萊圓頂體育場。最終雙城隊在延長賽中以6比5勝出，晉級2009年美聯分區賽，但他們在分區賽中遭到紐約洋基隊橫掃；而老虎隊則是未能打入季後賽。
進行這場比賽的原因是因為兩隊正規賽季的戰績都是86勝76敗。由於雙城隊在正規賽季中對戰老虎隊11勝7敗，因此根據2009年賽季變更後的規則，由雙城隊獲得這場決勝加賽的主場優勢。這是大聯盟連三年（2007年至2009年）所舉行決勝加賽的第三場，也是美聯中區繼2008年後，連續兩年需要靠決勝加賽決定龍頭。同時，雙城隊也成為大聯盟史上第一支連兩季都打決勝加賽的球隊，也是截至2020年止唯一的一支。這場決勝加賽將被作為兩隊正規賽季的第163場比賽，比賽中的各項數據與內容也會算入正規賽季的統計當中。這場比賽也是雙城隊在圓頂體育場的最後一場正規季賽，因為他們隔年就將主場搬往標靶球場。這場決勝加賽之後被運動畫刊選為2000年代最佳的正規季賽。

## 背景
老虎隊在四月開季時曾一度再美聯中區領先，後又在5月10日追平分區第一，並於5月16日起獨自領先。之後老虎隊始終在分區第一的位子，還曾在9月6日時拉開到7場勝差。雖然老虎隊九月取得16勝12敗，是他們2009年勝率第二高的月份，但他們十月的四場比賽卻只贏了一場。而雙城隊九月和十月則分別取得16勝11敗和4勝0敗的戰績，從而在162場正規賽中與老虎隊並列分區第一。拉到整季來看，老虎隊賽季前半取得48勝39敗而雙城隊則取得45勝44敗，但雙城隊在賽季後半以41勝32敗追平老虎隊的38勝37敗，從而迫使了這場決勝加賽。在這場決勝加賽前，兩隊正規季賽交手18次，以雙城隊取得11勝占優。
美聯中區龍頭季末的爭奪戰還包括兩隊在9月29日至10月2日間的四連戰，這個系列賽是在老虎隊主場的聯信球場舉行。由於在系列賽開打有場比賽因雨延賽，因此這個系列賽將從一日雙重賽開始。系列賽最終戰相當激烈，雙方針鋒相對：三局上半，老虎隊的內特·羅伯森投了一顆觸身球給雙城隊的丹納德·斯潘，而雙城隊先發投手史考特·貝克又在下一局丟了一顆觸身球給老虎隊的馬庫斯·泰晤士。於是泰晤士在跑向二壘時，就用激烈的滑壘方式來破壞該局潛在的雙殺打。到了第八局，雙城隊中繼投手荷西·米哈雷斯又對老虎隊的亞當·埃弗雷特丟了一顆背後的近身球。於是主審安格爾·埃爾南德斯對米哈雷斯和老虎隊休息室兩方都做出了警告，老虎隊總教練吉姆·李蘭還因與主審爭論被驅逐出場。儘管裁判已做出警告，雙城隊的戴爾蒙·楊還是在九局上半被傑瑞米·邦德曼的第一球給K到膝蓋。邦德曼立刻就被驅逐出場，搭檔的捕手萊爾德也向主審爭論，雖然並沒有發生鬥毆，但雙方還是清空了休息室。邦德曼之後被禁賽三場，曾在總教練李蘭驅逐出場後代理的老虎隊打擊教練洛伊德·麥克林登也被禁賽一場。麥克林登、李蘭和萊爾德都被處以罰款。
最終兩隊在這個系列賽各取兩勝，老虎隊在各剩下三場比賽的時候依然保有兩場勝差。然而老虎隊在和芝加哥白襪隊的三連戰僅取一勝，而雙城隊卻是在三連戰中橫掃堪薩斯皇家隊，使得雙方打完正規季賽都是86勝76敗平手作收因此需要舉行一場決勝加賽，勝者將在美聯中區封王，敗方則是從季後賽行列中淘汰。在2009年球季以前，決勝加賽的主場優勢都是由正規賽季季末一系列的擲硬幣所決定，這將決定所有可能之決勝加賽的主場優勢由誰獲得。但2008年球季結束後，大聯盟變更了規則，之後的決勝加賽主場將由一系列的相互對戰戰績所決定。因此雙城隊藉由正規賽季對戰老虎隊較佳的11勝7敗戰績，獲得了這場決勝加賽的主場優勢。這場決勝加賽是大聯盟連三年舉行的第三場，創下聯盟新紀錄。
原本這季將可能的決勝加賽排定在10月5日，但這天共用主場的明尼蘇達維京人也有美式足球的比賽，因此這場決勝加賽便延到隔日的10月6日。

## 比賽概要
| 底特律老虎隊 | 0 | 0 | 3 | 0 | 0 | 0 | 0 | 1 | 0 | 1 | 0 | 0 | 5 | 12 | 1 |
| 明尼蘇達雙城隊 | 0 | 0 | 1 | 0 | 0 | 1 | 2 | 0 | 0 | 1 | 0 | 1 | 6 | 12 | 0 |
| 勝投： 鮑勃·凱沛（1勝1敗） 敗投： 費南多·羅尼（2勝5敗） 全壘打： 老虎隊：米格爾·卡布瑞拉 34（3局上，2分）、馬吉里歐·歐多尼茲 9（8局上，1分） 雙城隊：傑森·庫貝爾 28（6局下，1分）、奧蘭多·卡布雷拉 9（7局下，2分） 觀眾人數： 54,088人 |   |   |   |   |   |   |   |   |   |   |   |   |   |    |   |

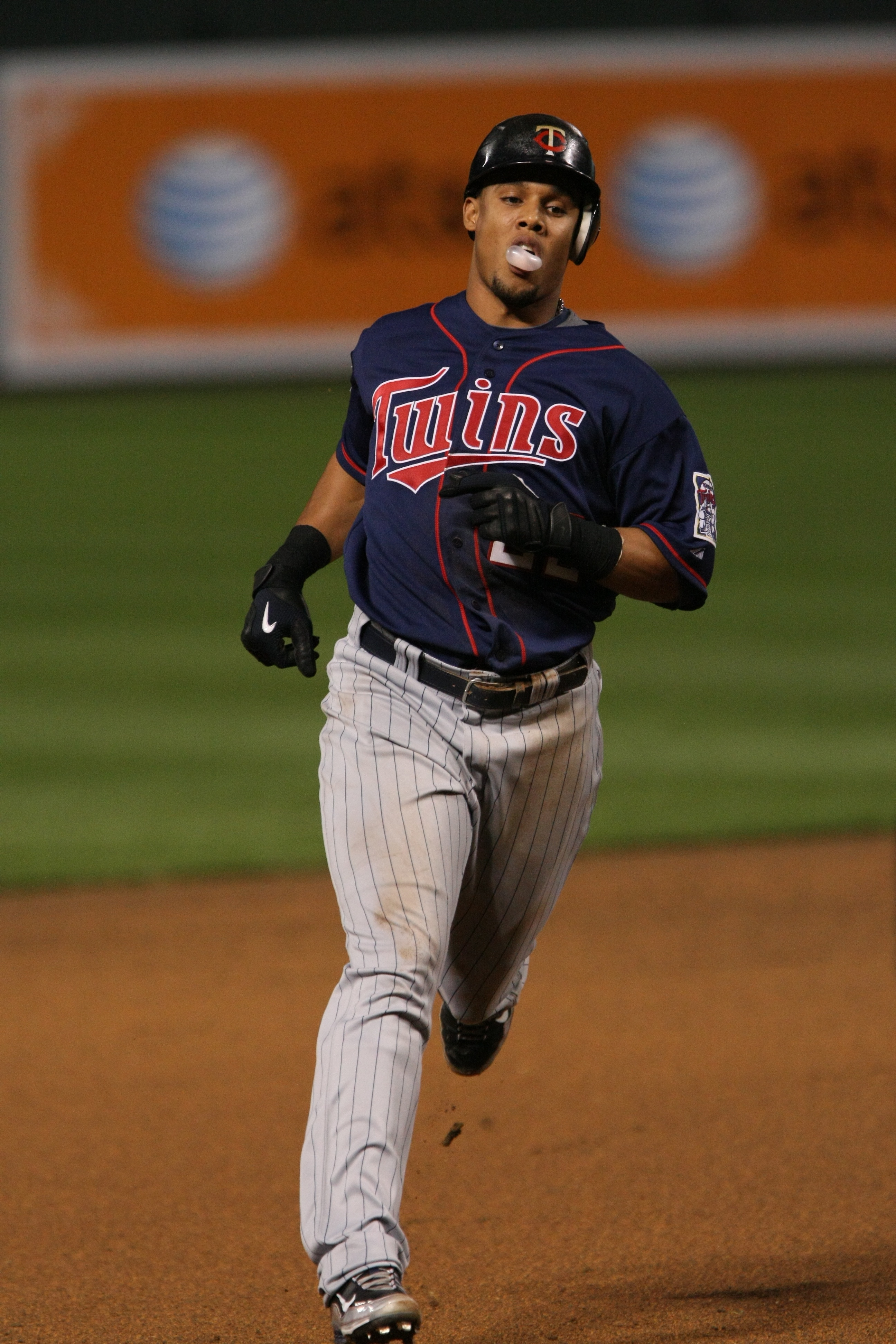
卡洛斯·戈梅茲在第十二局跑回致勝分，圖攝於正規賽季期間

雙方前兩局均未能有所建樹，直到第三局老虎隊才開啟攻勢：柯蒂士·格蘭德森先獲保送後，靠著滾地球推進到得點圈，之後馬吉里歐·歐多尼茲中外野方向的一壘安打，讓老虎隊先馳得點。之後老虎隊一壘手米格爾·卡布瑞拉的一發兩分砲，將歐多尼茲一同送回得分，老虎隊取得3比0領先。但雙城隊三局下就展開反攻，麥特·托爾伯特開局就打出一壘安打，再靠著丹納德·斯潘一壘安打上到二壘，之後再靠著下一棒的高飛球出局推進到三壘。老虎隊先發投手瑞克·波瑟羅牽制一壘，但卻把球丟到跑者斯潘身上，球還越過一壘手卡布雷拉。雖然斯潘最終還是被抓到出局，但托爾伯特還是利用這次波瑟羅的傳球失誤回到本壘得分。
老虎隊就這樣3比1來到六局下半，波瑟羅雖然成功解決前兩棒打者，但被下一棒的傑森·庫貝爾擊出陽春全壘打，雙方的分差僅剩一分。波瑟羅接著又保送了下一棒的麥克·卡戴爾，於是老虎隊換上扎克·邁能中繼。雙城隊面對邁能形成滿壘，但未能在該局再添任何分數。七局上半，雙城隊先發投手斯科特·貝克在保送第一名打者後下場，接替投球的喬恩·羅希沒有讓老虎隊在這局得分。隨後雙城隊七局下半靠著尼克·龐托的一壘安打及奧蘭多·卡布雷拉緊接著的兩分彈，將比數超前為4比3。但老虎隊下個半局就馬上反擊，歐多尼茲從麥特·格里爾手中敲出陽春砲再度追平戰局，雙方戰成4比4。之後格里爾又保送了兩名打者，於是雙城隊換上終結者喬·內森，而內森也成功在這局止血。
內森在第九局續投未失分，而老虎隊終結者費南多·羅尼同樣未讓雙城隊在九局下有任何建樹，於是雙方來到延長賽。傑西·克蘭恩在十局上半接替內森投球，但卻對代打奧布里·胡夫投出觸身球。唐·凱利隨後接替胡夫上場代跑，並靠著布蘭登·英吉的二壘安打回來得分，老虎隊取得5比4領先。十局下半，老虎隊換上克萊特·托馬斯，以接防歐多尼茲的右外野防區。然而雙城隊的卡戴爾一上來就擊出三壘安打，雖然戴爾蒙·楊滾地球出局，但在布蘭登·哈里斯獲得保送後，阿利克賽·卡西利亞接替哈里斯上場代跑，下一棒托爾伯特的一壘安打一棒送回卡戴爾，雙城隊再度追平比數為5比5，而卡西利亞也上到三壘。輪到尼克·龐托打擊時，他擊出左外野的飛球遭到老虎隊的萊恩·拉伯恩接殺，卡西利亞試圖跑回致勝分，但他在接殺的當下並沒有站在壘上，導致他必須先回壘才能再往本壘奔去。結果老虎隊捕手傑拉德·萊爾德接到回船後成功觸殺卡西利亞，完成雙殺並結束雙城隊十局下半的進攻。
兩隊在十一局都未能越雷池一步，而老虎隊在十二局上半攻勢又起：一出局的情況下，獲得保送的卡布雷拉及打出一壘安打的凱利分居二、三壘。雙城隊投手鮑勃·凱沛接著對拉伯恩故意四壞保送擠成滿壘，將希望寄託在能抓到雙殺。接著凱沛面對英吉的第一球就投出一個近身快速球，英吉認為他被這球觸身，所以應該上一壘並將致勝分擠回得分。但主審藍迪·馬旭認為這球沒碰到英吉，本打數應當繼續進行。老虎隊總教練吉姆·李蘭隨後上前向主審抗議道「重播似乎確認那球碰到他」，但主審仍認為重播並非決定性（inconclusive）。英吉最終打出滾地球，三壘的跑者因為強迫進壘而在本壘前出局，下一棒的萊爾德遭到三振出局，老虎隊這局無功而返。十二局下半，雙城隊卡洛斯·戈梅茲一上來就擊出一壘安打，接著靠隊友滾地球上到二壘。由於此時一壘上空著，因此老虎隊決定故意保送戴爾蒙·楊來面對下一棒的卡西利亞。卡西利亞的滾地球打穿一二壘間形成一壘安打，將功贖罪了他第十局的跑壘失誤。這支安打讓具腳程的戈梅茲從二壘一路跑回本壘拿下致勝分，雙城隊也因這支再見安打以6比5獲勝。

## 後續
雙城隊在這場決勝加賽取勝後奪得了美聯中區龍頭之位，晉級美聯分區賽，但他們在那個系列賽被紐約洋基隊三戰橫掃出局 。而老虎隊則是成為大聯盟史上第一支，在季末剩下四場比賽還有三場勝差的情況下丟失分區第一的球隊。
這場決勝加賽會算做正規賽季的比賽，所有比賽內容與數據也會算入季賽成績。舉例來說，MLB.com的傑森·貝克（Jason Beck）就指出，如果在爭議的十二局上半判給布蘭登·英吉觸身球，那後者將會追平該年美聯最多觸身球的紀錄。雙城隊捕手喬·毛厄在這場比賽裡還將季賽打擊率從3成64提升到3成65，並拿下2009年美聯打擊王的頭銜。
這場決勝加賽之後被運動畫刊選為十年來的最佳正規季賽。

## 註腳
1. ↑  當時是由芝加哥白襪隊擊敗雙城後封王
2. ↑  不論是爭奪分區龍頭還是外卡名額
3. ↑  不論是單獨還是並列
4. ↑  接替威爾金·拉米瑞茲（英语：Wilkin Ramirez）上場
5. ↑  the replay kind of confirms that it did hit him